# Armando dos Santos Martins
Armando dos Santos Martins (Coimbra, 22 de março de 1944), mais conhecido como A. Santos Martins, é um jornalista e historiador português.

## Biografia
A. Santos Martins - de seu nome completo Armando dos Santos Martins (ver) nasceu na cidade portuguesa de Coimbra (em 22 de Março de 1944), paredes-meias com o antigo Mosteiro de Santa Cruz, em cuja igreja fez a Primeira Comunhão. É pai de quatro filhos três dos quais (José Luís, Ricardo e Cláudio) continuam a viver em Coimbra e 'arrabaldes' (a Catarina vive nas Caldas da Rainha). Depois dos seus estudos como Aluno Salesiano, Armando dos Santos Martins ingressou na Força Aérea Portuguesa e partiu para Moçambique em Dezembro de 1963, integrado, como voluntário, nas forças expedicionárias que foram combater a subversão armada naquela antiga Província portuguesa do Índico. Já como profissional da Imprensa («Notícias») e Rádio (foi director do ER de Tete do RCM)), em Moçambique, actuou várias vezes como Correspondente de Guerra (tem muitas reportagens publicadas no «Notícias»), cobrindo acções militares com tropas especiais nos distritos  flagelados pelo conflito armado (Cabo Delgado, Niassa e Tete). 
Regressou a Portugal em 1976 e, nesse ano, trabalhou como redactor no 'Diário de Coimbra'. 
Ingressou nos quadros do jornal 'O Comércio do Porto' em 1977,  onde permaneceu até 1999, com funções de chefia e direcção. 
Entretanto, fundou e dirigiu na sua cidade natal o semanário 'Jornal do Vale do Mondego', fazendo nessa altura uma incursão pela política, como vereador da Câmara Municipal, tomando então a iniciativa de propor as distinções que o Papa Karol Wojtyla mereceu da Edilidade e que estão descritas no seu livro "João Paulo II em Coimbra".
Foi, posteriormente, Assessor de Imprensa de dois ministros da Administração Interna (Silveira Godinho e Manuel) e Adjunto do ministro da Saúde Paulo Mendo.
A Capital do Mondego está sempre presente nos seus livros, mesmo nos que tratam das Descobertas e Expansão. E foi sobretudo Coimbra, com gosta de sublinhar, que o levou a escrever 'Os Cinco Papas que Peregrinaram em Portugal' e, logo após a morte da carmelita, o livro 'Santa Maria Lúcia de Jesus e do Coração Imaculado', já traduzido em Espanhol.
É autor de numerosos trabalhos e já no século XXI editou, entre outros, os livros «História da Casa do Minho» (dois volumes); «Sofala - O Primeiro Templo da Igreja Católica na África Oriental»; «De Coimbra a Cheringoma»; «Beira Púngoè - Salazar enfrentou aqui os Ingleses à mão armada»; «Cabora Bassa - A Última Epopeia».
Os seus inúmeros artigos na Imprensa escrita podem ser consultados nos jornais moçambicanos «Notícias» e «Tribuna» e nos jornais portugueses «Diário de Coimbra», «O Comércio do Porto», «Correio de Coimbra», «Diário do Minho», «Correio do Minho» e «O Diabo».
Fundou em Moçambique o primeiro Jornal que houve ao longo do rio Zambeze («Leão do Zambeze»), editado na cidade de Tete.